# Léonce Adrien Demalvilain
Léonce Adrien Demalvilain est un homme politique français (né le 5 décembre 1870 à Saint-Servan et mort dans la même ville le 9 décembre 1932). Armateur et négociant français, il fut plusieurs fois conseiller général et maire de Saint-Servan entre 1895 et sa mort.

## Biographie
Fils de Léonce Eugène Demalvilain il est comme lui armateur et négociant. Conseiller général du canton de Saint-Malo-Sud dès 1895 il est élu conseiller municipal de Saint-Servan à l'âge de 27 ans en 1898 et maire le 20 mai 1900. Il est révoqué par le préfet d'Ille-et-Vilaine à qui il s'était opposé dès juillet 1901. Le conseil municipal le réélit le 8 septembre 1901 mais cette seconde élection  est considérée comme nulle du fait de sa révocation antérieure. Il est finalement élu maire le 25 janvier 1903 et reconduit dans cette fonction en 1904, 1908 et 1912. Il est mobilisé en 1914 comme officier et ne revient qu'à la fin de la Guerre. En 1919 il est battu lors des élections cantonales du canton de Saint-Malo-Sud et quitte Saint-Servan pour occuper la fonction de Contrôleur général des régions libérées à Laon dans l'Aisne. Il ne revient à Saint-Servan qu'en 1924 il est réélu conseiller général de son canton en 1928 et maire  de Saint-Servan le 12 mai 1929. Président de l'association des maires d'Ille-et-Vilaine il meurt en fonction  le 9 décembre 1932.

## Source
- Dictionnaire biographique sous la direction de Jean-Loup Avril 321 Malouins, Les portes du Large, 2004  (ISBN 291461215X) p. 80.